# Клодіус Бомбарнак
«Клодіус Бомбарнак» (фр. Claudius Bombarnac) — пригодницький науково-фантастичний роман французького письменника Жуля Верна, присвячений обставинам відкриття та побудови неіснуючої на той час масштабної трансконтинентальної залізниці. Назва також доповнюється підзаголовком «Нариси репортера, який був присутній на відкритті великої Трансазійської магістралі Росія-Пекін», або «Нариси репортера».

## Сюжет
Дія відбувається на початку XX ст. у Російській та Китайській імперіях. Французький журналіст видання «Двадцяте сторіччя» Клодіус Бомбарнак у Тіфлісі (сучасне Тбілісі) отримує доручення редакції зробити репортаж стосовно Трансазійської дороги (вигаданої Ж. Верном). Бомбарнак невдоволений дорученням, але мусить його виконати, покинувши всі інші справи.
Він подорожує з Баку через Середню Азію (тодішній Туркестан, Бухарський емірат, Памір, Семиріччя) до Пекіну через Каспійське море разом з мертвим китайським мандарином у саркофазі, американським торговцем штучними зубами, німецьким бароном, румуном-безбілетником Кінко та іншими цікавими людьми. Шлях складає 6 тис. км.
Окрім подорожніх вражень, журналіст постійно намагається знайти гідного героя для своїх нарисів і цікаві випадки. Він журиться, що та чи інша людина мало цікава для потенційних читачів його нарисів і що все відбувається відносно спокійно в дорозі — настільки налагоджена робота цього унікального залізничного шляху.
Утім, до ближче до кінця подорожі вагон, у якому везуть золото, намагається пограбувати банда Кі Цзана. Бандити розбирають колію та влаштовують аварію. Пасажири, очолені Фураскаїром, дають відсіч нападникам. Тепер потяг мусить повернутися до попередньої станції, щоб вирушити в об'їзд до Пекіна. Сусіди Бомбарнака пропонують самотужки полагодити залізницю. З запізненням на 13 годин поїзд прибуває на наступну станцію.
Через 13 днів подорожі Бомбарнак прибуває до Пекіну. Проте пригоди на цьому не закінчуються. Пасажир на ім'я Фурускаїр захоплює поїзд і спрямовує його до своїх спільників з метою викрасти золото. Пасажири рятуються завдяки сміливості Кінко, але втрачають локомотив. Бомбарнак з групою інших людей пішки вирушають викликати запасний локомотив.
Журналіст нарешті визначається з тим, кого зробити героєм свого репортажу. Це Кінко, який не тільки врятував поїзд, а й успішно досягнув своєї коханої Зінки. Бомбарнак відвідує їхнє весілля, а потім повертається кораблем до Франції. Він вирішує проігнорувати телеграму, в якій редакція вітає Фурускаїра з перемогою над бандитами.

## Історія створення
Основним науковим поштовхом до написання роману стало будівництво через піски Каракумів Закаспійській залізниці в 1880—1888 роках. Ця залізниця і стала прообразом придуманої автором Трансазійської магістралі. При написанні роману автор користувався статтями з газет і журналів, інженерними звітами про будівництво дороги, нотатками журналістів. Втім є думка, що автор використав відомості щодо початку робіт з прокладення Транссибірської магістралі (Транссибу). Окрім захопливого сюжету, книга рясніє географічними та історичними відомостями.
Перша публікація роману — в газеті Le Soleil («Солей»), з 10 жовтня по 7 грудня 1892 року. Цей роман разом з романом «Замок у Карпатах» увійшов до складу 28 «подвоєного» тому «Незвичайних подорожей», що вийшов друком 21 листопада 1892 року. «Клодіус Бомбарнак» містив 55 ілюстрацій Леона Бенетта (деякі — в кольорі). Лише після цього, 30 січня 1893 року вийшло «звичайне» видання роману (з деякими ілюстраціями Леона Бенетта). Роман складається з 27 частин.

## Галерея
Ілюстрації Леона Бенетта 1892 року

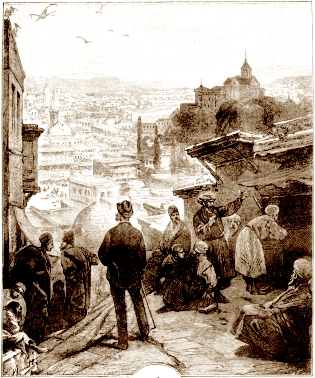
Клодіус Бомбарнак у Тіфлісі
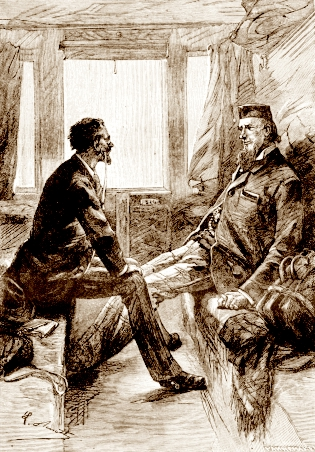
У купе
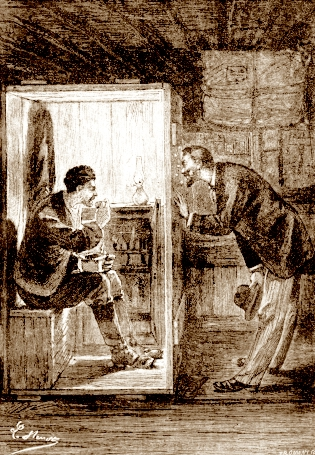
Бомбарнак виявляє Кінко
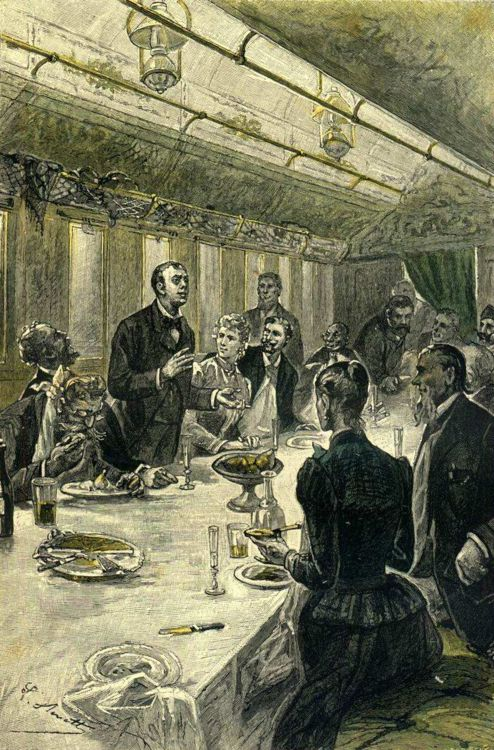
У вагоні-ресторані
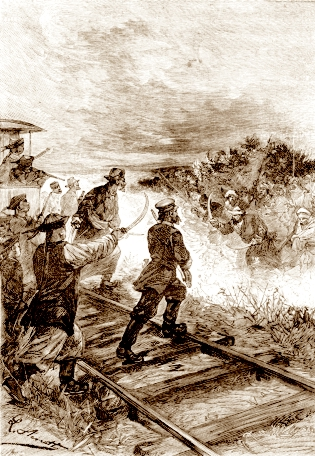
Бій проти розбійників
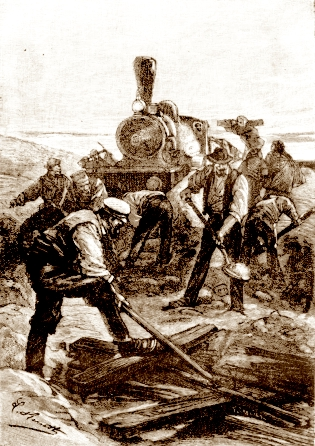
Ремонт залізниці
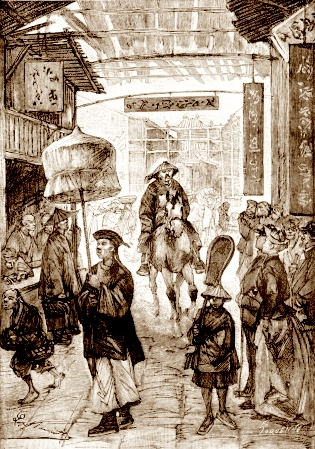
У Китаї
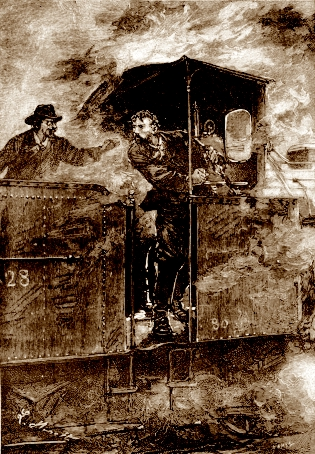
Кінко рятує локомотив
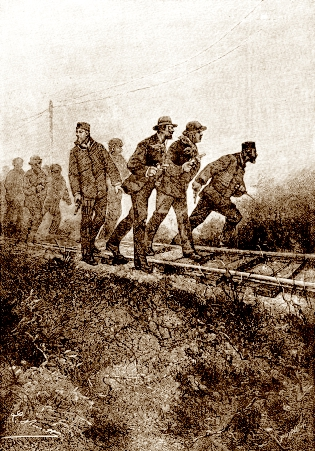
У пошуках допомоги
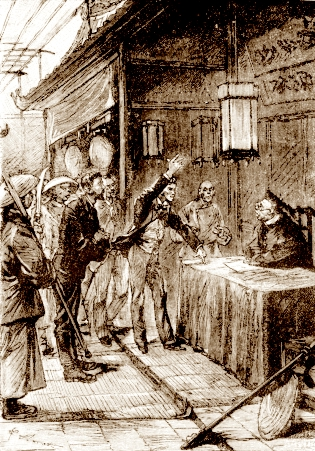
Викриття Фурускаїра